# Initials B.B.
Initials B.B. é o oitavo álbum de Serge Gainsbourg, foi lançado em 1968. 

## Faixas
1. "Initials B.B." – 3:36
2. "Comic Strip" – 2:13
3. "Bloody Jack" – 2:07
4. "Docteur Jekyll et Monsieur Hyde" – 1:59
5. "Torrey Canyon" – 2:45
6. "Shu Ba Du Ba Loo Ba" – 2:08
7. "Ford Mustang" – 2:43
8. "Bonnie and Clyde" – 4:17
9. "Black and White" – 2:11
10. "Qui est "in" qui est "out"" – 2:16
11. "Hold Up" – 2:39
12. "Marilu" – 2:32